# Vụ trật đường ray Saint-Michel-de-Maurienne

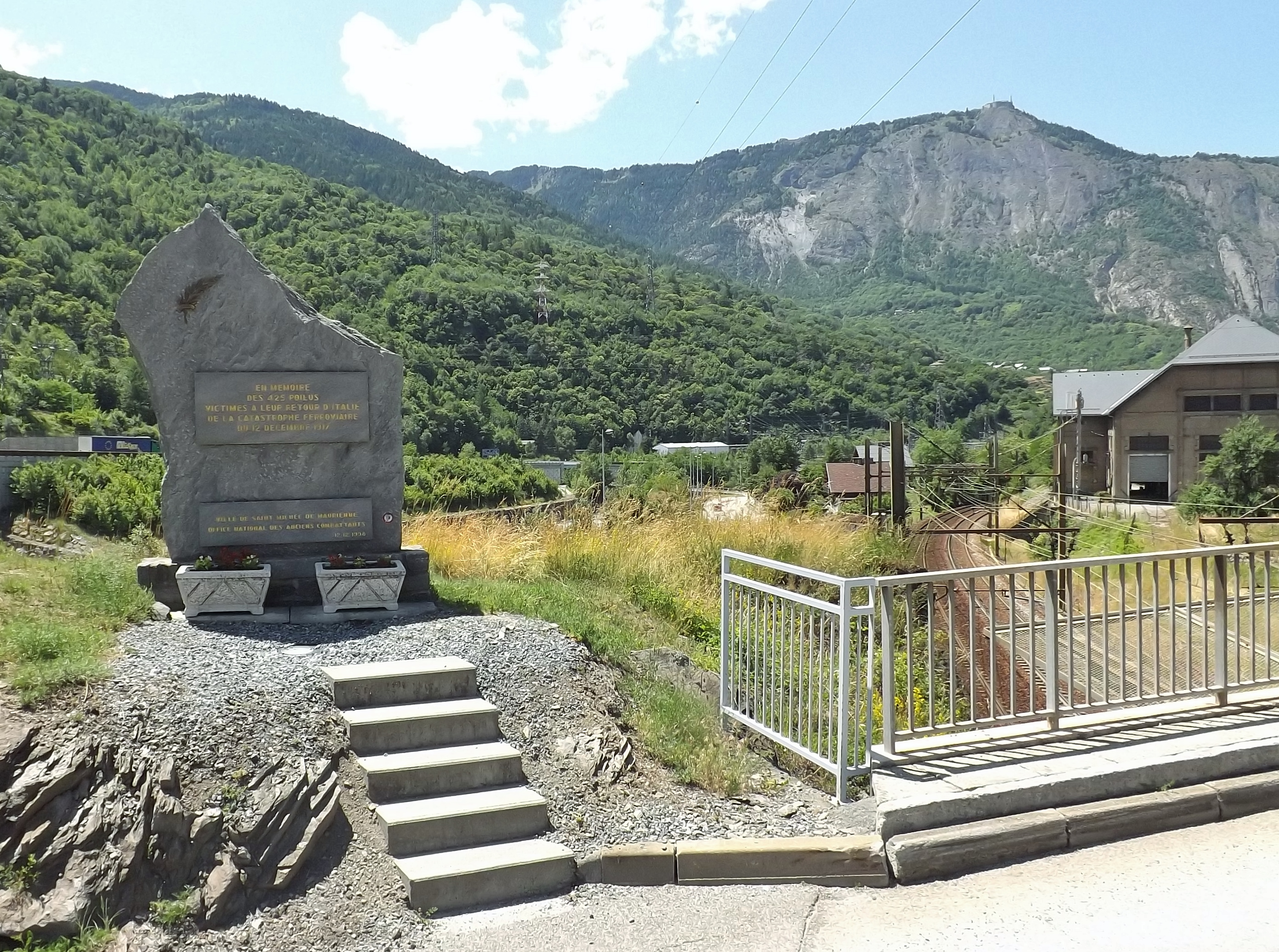
Bia tưởng niệm các nạn nhân ở khu vực xảy ra tai nạn

Vụ trật đường ray Saint-Michel-de-Maurienne là một vụ tai nạn tàu hỏa xảy ra ngày 12 tháng 12 năm 1917 ra tại Saint-Michel-de-Maurienne, Pháp, khiến 700 người chết. Khi đó, đoàn tàu chở khoảng 1.000 binh sĩ Pháp bất ngờ bị trật khỏi đường ray và đè lên nhiều ô tô rồi bốc cháy. Vụ trật ray tàu hỏa xảy ra khi con tàu chạy xuống dốc tuyến đường sắt qua thung lũng Maurienne và gây ra một vụ tai nạn và hỏa hoạn thảm khốc khiến khoảng 700 người thiệt mạng. Kết quả là, nó là vụ tai nạn đường sắt thảm khốc nhất của Pháp.
Trong Thế chiến I đã có sự thiếu hụt đầu máy xe lửa có thể chạy trong khu vực, do đó người ta đã quyết định nối hai xe lửa, bao gồm mười chín huấn toa xe chở quân, một động cơ 4-6-0 đơn. Trong số những toa tàu này, chỉ có ba toa đầu tiên có hệ thống phanh không khí, các toa còn lại chỉ có phanh tay hoặc không có phanh ở tất cả. Người lái tàu ban đầu từ chối lái chuyến tàu quá tải này, đã vượt đến bốn lần giới hạn an toàn cho động cơ, nhưng ông đã bị đe dọa kỷ luật quân đội và chuyến tàu vẫn chạy.